# Astragalus austiniae
Astragalus austiniae es una especie de planta herbácea perteneciente a la familia de las leguminosas. Es originaria de Sierra Nevada de California y Nevada en la vecindad del Lago Tahoe.  Es una planta de clima alpino que se encuentra en las altas montañas, donde tolera las condiciones climáticas.

## Descripción
Es una hierba perenne pequeña que se encuentra formando pequeños grupos en las rocas y que no alcanza más de  11 centímetros de altura. Los tallos y las hojas están cubiertas densamente de pelos algodonosos y plateados. Las hojas miden hasta 5 centímetros de largo y se componen de varias foliolos de forma oval. La inflorescencia es un racimo lanoso con 4 a 14 flores de color blanco teñidas de rosa o  púrpura, cada una con alrededor de un centímetro de largo. El fruto es leguminosa con forma de vaina lanosa de menos de un centímetro de largo.

## Taxonomía
Astragalus austiniae fue descrita por Asa Gray y publicado en Geological Survey of California, Botany 1: 156. 1876.
Etimología
Astragalus: nombre genérico derivado del griego clásico άστράγαλος y luego del Latín astrăgălus aplicado ya en la antigüedad, entre otras cosas, a algunas plantas de la familia Fabaceae, debido a la forma cúbica de sus semillas parecidas a un hueso del pie.
austiniae: epíteto
Sinonimia
- Astragalus austinae A.Gray
- Tragacantha austinae (A. Gray) Kuntze[4]